# Axlor
Axlor är en förhistorisk arkeologisk fyndplats, från mellanpaleolitikum eller Moustérienkulturen (150 000–40 000 f.Kr.), belägen i kommunen Dima (Baskien, i Spanien).
Det handlar om ett klippöverhäng 13 m brett, 3,5 m takhöjd, halvvägs upp på en bergssluttning av karst (av kalksten, med underjordiska grottor). Det är egentligen en igenfylld grotta, och liknar mer ett klippöverhäng. Den ligger på en altitud av 320 m. Nära Axlor ligger grottorna Baltzola och Baltzola II.
Platsen upptäcktes av förhistorikern José Miguel de Barandiarán 1932, som grävde ut den mellan åren 1967 och 1974. Resultaten av hans utgrävningar publicerades i form av årliga rapporter, Axlor beskrevs i hans Complete Works (volym XVIII) (1980). Barandiarán studerade platsens stratigrafi, det vill säga följden av olika skikt eller jordlager. Han skilde ut nio nivåer, fem av dem från Moustérienkulturen. J. Basabe studerade kvarlevorna av neandertalmänniskor från Axlor, fem tänder från en ung individ. De kan ha klassificerats felaktigt, se nedan. Jesús Altuna studerade faunan av stora däggdjur på olika nivåer. Åren därefter studerade A. Baldeón, i sin doktorsavhandling, bearbetade stenar från Axlor.
Platsen har återigen grävts ut under åren 2000 till 2009 av ett multidisciplinärt team, under ledning av J. González Urquijo och J. Ibáñez Estévez. I detta projekt undersöktes fortsatt den litiska teknologin på platsen. Det utfördes  studier  av faunan av stora däggdjur, samt av små däggdjur (särskilt gnagare), sediment och rester av pollen och andra växtlämningar. Grottans geologiska bildning och utveckling studeras också och de mänskliga lämningarna i grottan. Sedan 2018 leds undersökningarna av J. González-Urquijo y T. Lazuen.

## Vetenskapliga resultat
Axlors lagersekvens av mellanpaleolitiska nivåer, representerar de senare stadierna av moustérien i Pyrenéerna. De senaste nivåerna vid Axlor är daterade till cirka 42 000 år före nutid med hjälp av C14. Axlor är en av få säkert daterade paleolitiska platser i Baskien.
Neandertalarna som levde vid Axlor hade uttalade strategier för att hantera sin miljö. De ändrade denna under tiden de bodde i grottan.  Det gjorde det möjligt för arkeologerna att noggrannare få klarhet i platsens historia. Undersökningar har betydelse för uppfattningen om neandertalaren som mera primitiv än moderna människor. Neandertalarna i Axlor tillverkade stenverktyg av flinta från avlägsna platser (mellan 30 och 60 kilometer från platsen). Dessutom bearbetades varje bergart med olika tekniker, med hjälp av de system som var mer anpassade till råämnets storlek, densitet, korn och hårdhet. Produktionsteknikerna i stensmidet var komplicerade  och olika tekniker som Levallois, micro-Levallois, så kallad La Quina-teknik döpt efter en fransk boplats. Dessa olika sätt för flintbearbetning och stenbearbetning är inte de samma under hela tiden för bosättningen i grottan. De förändras mellan de olika skikten i grottan, troligen anpassade till olika gruppers egna traditioner och till neandertalarnas behov och miljöns förutsättningar. En del spjutspetsar som hittats i Axlor har spår av användning. Spetsarna har troligen använts som kastspjut vilket ger nya insikter i neandertalarnas jaktteknik. Neandertalarna från Axlor var duktiga jägare, och de jagade uroxe och andra djur i megafaunan.

## Mänskliga kvarlevor
De mänskliga fossila kvarlevor som hittades av J. M. de Barandiarán utgörs av ett kranialvalvfragment (fragment av övre skallbenen) och sju tänder, varav fem tänder troligen tillhörde samma individ. Två tänder har förlorats. En studie beskrev yttre och inre anatomi, gjorde jämförelse med klassisk och geometrisk morfometri. Tänderna jämfördes med neandertalare, människor från övre paleolitikum och nyare moderna människor. Två tänder och parietalfragmentet har en morfologi som neandertalarna och de hittades i ett lager med ostörda mousteriensediment. De resterande tre tänderna och de två förlorade, ursprungligen också  klassificerade som neandertalare, har egenskaper och en allmän storlek mest förenlig med tänder av moderna människor.